# Heimatfront

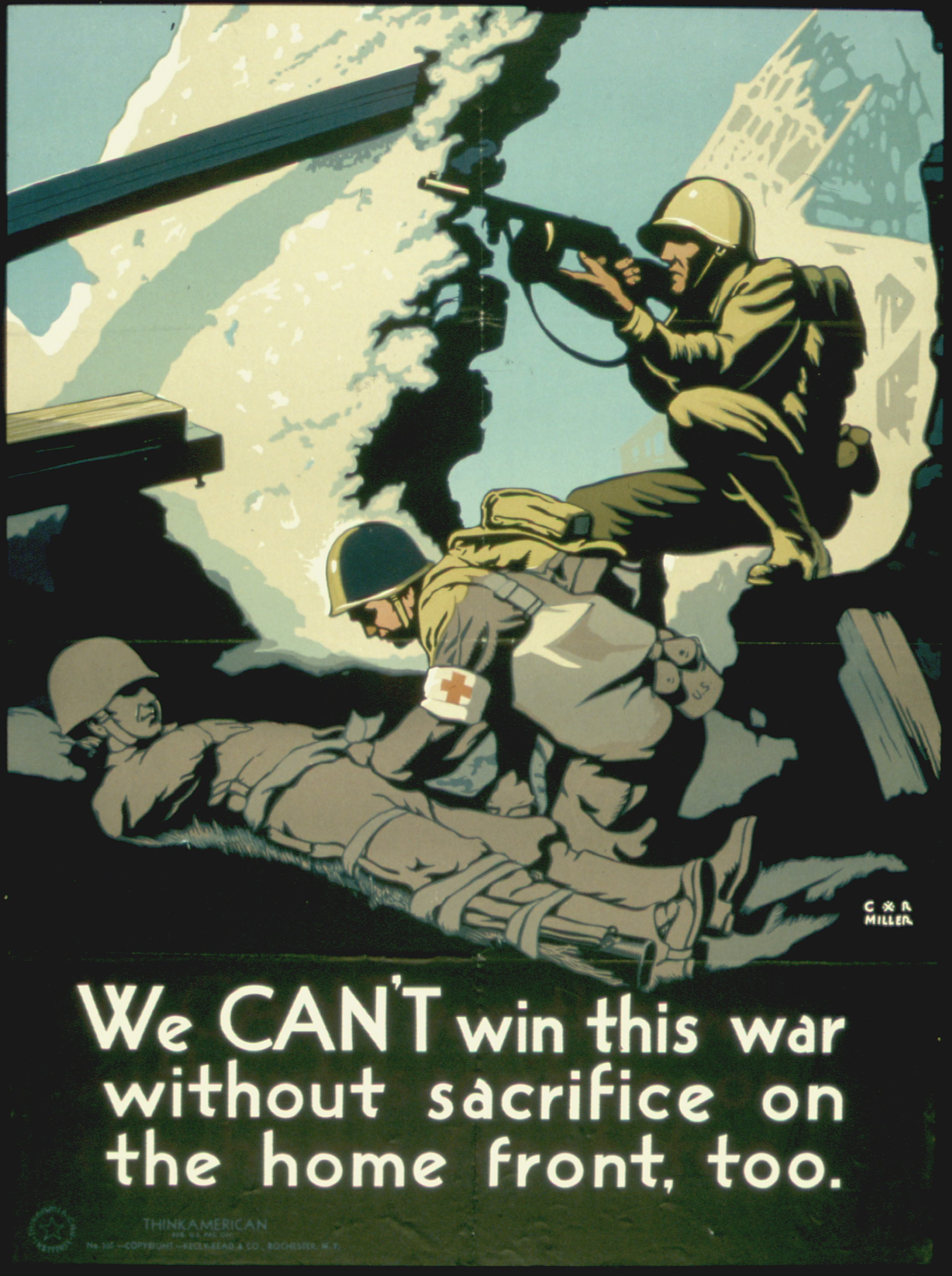
Amerikanisches Kriegsplakat: „Wir können diesen Krieg nicht gewinnen, ohne dass auch die Heimatfront Opfer bringt.“

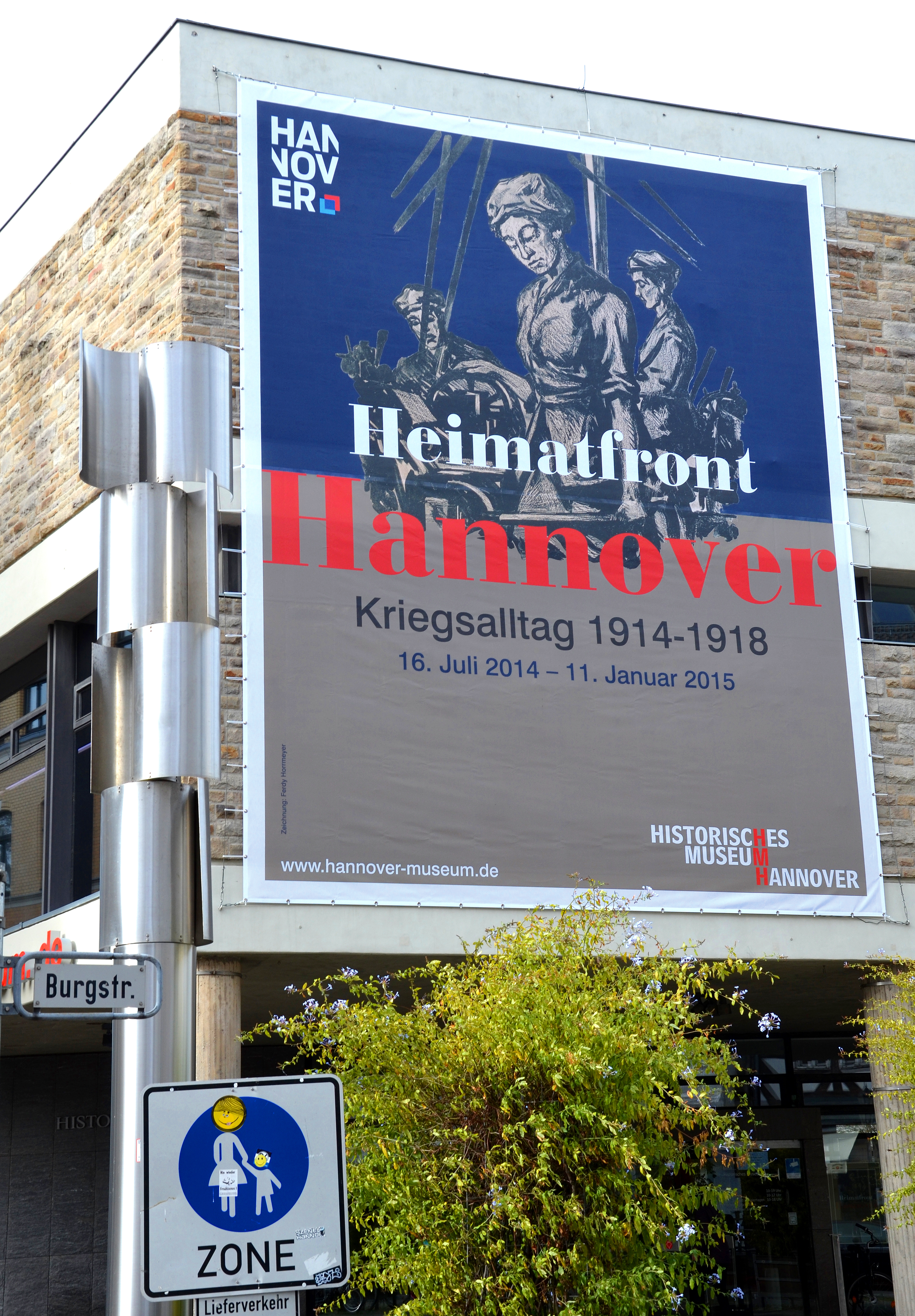
„Heimatfront Hannover, Kriegsalltag 1914–1918“, Großplakat zur Ausstellung im Historischen Museum Hannover

Heimatfront bezeichnet die Einbeziehung der Zivilbevölkerung in Kriegshandlungen, auch wenn die eigentliche Front außerhalb der Lebensräume der Bevölkerung liegt. Diese Einbeziehung kann zum Beispiel durch kriegerische Handlungen hinter der Front (wie Bombenangriffe) oder durch Arbeit der Zivilbevölkerung in der Rüstungsindustrie oder militärischen Logistik geschehen.

## Begriffsgeschichte
Der Begriff „Heimatfront“ (engl. „home front“) entstand im Zuge des Ersten Weltkriegs als politisches Schlagwort und ist eng mit dem Konzept des totalen Krieges verbunden. Inzwischen wird die Bezeichnung „Heimatfront“ auch für Kriege verwendet, die vor dem Ersten Weltkrieg stattgefunden haben und eine vergleichbare Beteiligung der Zivilbevölkerung aufweisen. Carola Kuhlmann sieht im Begriff „Heimatfront“ das Bestreben, den Frauen ihre Rolle abseits der Kampfhandlungen schmackhaft zu machen und von dem traditionellen Rollenverständnis abzulenken, das eine militärische Karriere für Frauen nicht vorsah.

### Anwendung des Begriffs auf Kriege vor 1914
Die Bedeutung von ziviler Produktion und Unterstützungsdiensten im Krieg wurde erstmals während der 25 Jahre dauernden französischen Revolution und in den Napoleonischen Kriegen sichtbar, als Großbritannien fähig war, die verschiedenen Koalitionen, die Frankreich gegenüberstanden, zu unterstützen und teilweise sogar zu bewaffnen. Obwohl Großbritannien eine weitaus kleinere Bevölkerung als Frankreich hatte, glichen Großbritanniens globaler maritimer Handel und seine frühe Industrialisierung Frankreichs zahlenmäßige Überlegenheit durch eine stärkere Wirtschaft aus. Laut Alexander Seyferth konnte die Idee einer Heimatfront, wenngleich nicht unter diesem Namen, „wichtige psychologische Bedürfnisse“ in der Bevölkerung befriedigen und so für den Krieg genutzt werden.
Während des Amerikanischen Bürgerkrieges erwies sich die höhere Produktivität der Nordstaaten-Industrie als ein signifikanter Faktor für den Sieg, da die Generäle auf beiden Seiten ungefähr die gleichen militärischen Fähigkeiten besaßen. Die Historiker James M. McPherson und Stanley Engerman vertreten die Ansicht, dass der Amerikanische Bürgerkrieg einige Merkmale eines totalen Krieges aufweise und daher die Bezeichnung „Heimatfront“ für das zivile Engagement gerechtfertigt sei. Dies ist jedoch umstritten, da einige historische Quellen gegen eine totale Mobilisierung im Sinne der „Heimatfront“ sprechen.

### Zweiter Weltkrieg
Verbreitung fand der Begriff in Deutschland aber vor allem während des Zweiten Weltkriegs. Hier war die deutsche Zivilbevölkerung durch militärische Produktion und Logistik stark beansprucht und wurde über Luftangriffe in Kampfhandlungen einbezogen, lange bevor die eigentliche Front ihre Wohngebiete erreichte. Der Begriff wurde in dieser Zeit propagandistisch genutzt, um dem deutschen Volk zu suggerieren, dass die Kooperation auch von Zivilisten für den Kriegserfolg entscheidend wäre, und um die Anstrengungen der Bevölkerung als militärisch bedeutsam darzustellen. Durch die herausragende Verwendung in der NS-Propaganda wird das Wort „Heimatfront“ fälschlicherweise zur Sprache des Nationalsozialismus gezählt und ist negativ belegt, ist im Grunde aber nicht NS-genuin.
Die Mobilisierung im Deutschen Reich erfasste propagandistisch alle Lebensbereiche. Dies kommt in der von Joseph Goebbels geprägten Bezeichnung des „totalen Kriegs“ zum Ausdruck. Die Einbeziehung von Frauen in die Rüstung und deren Mobilmachung stieß aber auf ideologische Vorbehalte. Trotzdem war angesichts des großen Mangels an Arbeitskräften die Erwerbsquote der Frauen schon 1939 in Deutschland höher als bis zum Kriegsende in Großbritannien.

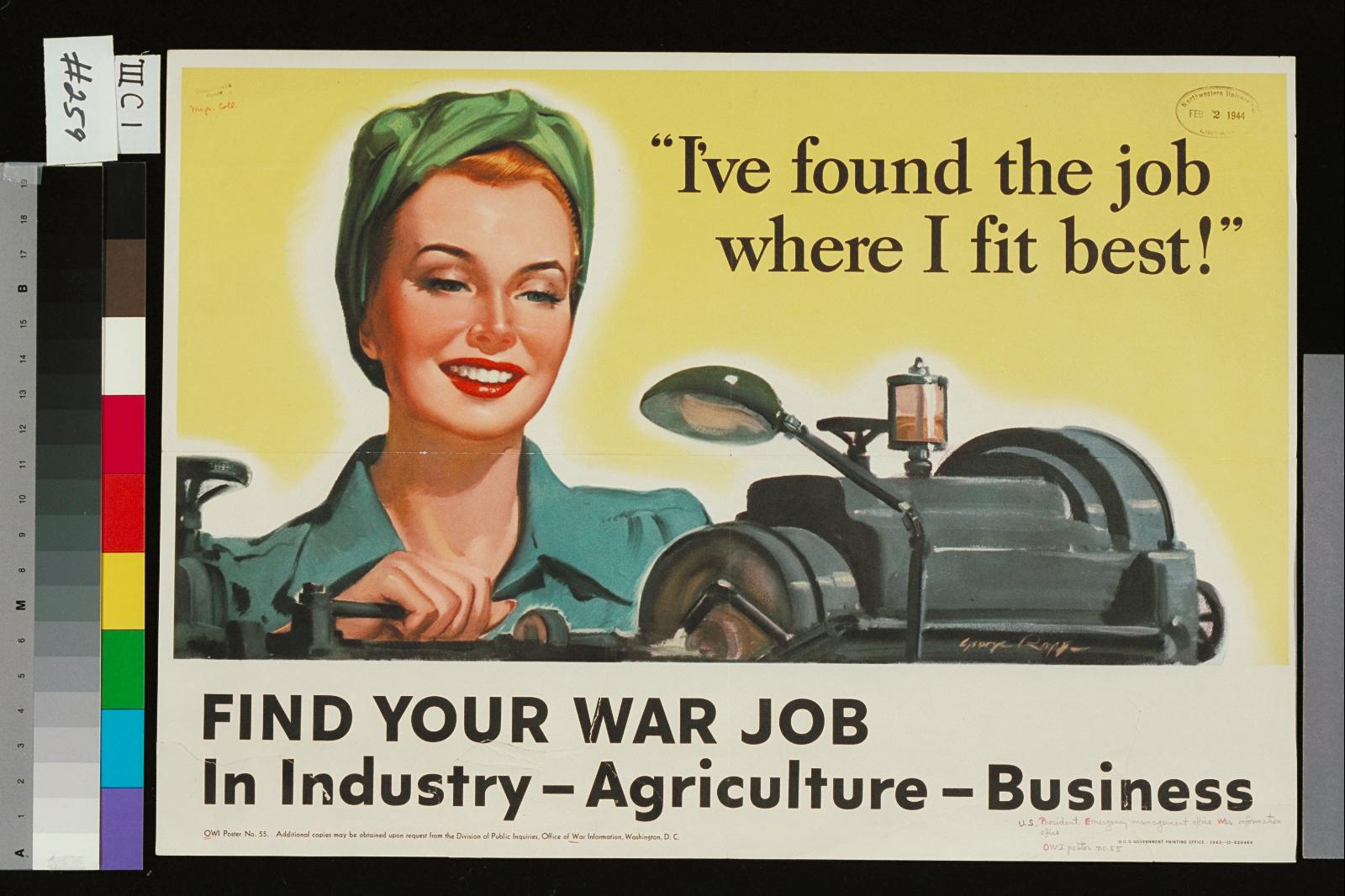
Werbung für Frauenarbeit in den USA während des Zweiten Weltkriegs

Nach einer Statistik des Reichsarbeitsministeriums vom Herbst 1943 waren in den USA 25,4 %, in Großbritannien 33,1 % und in Deutschland 34 % der Frauen in der Kriegswirtschaft beschäftigt. Diese Zahl dürfte nach Adam Tooze den tatsächlichen Umfang der Frauenerwerbstätigkeit in Deutschland unterschätzen. Die Frauenerwerbsquote in Deutschland lag während des Zweiten Weltkrieges höher als während des Ersten Weltkrieges. 1939 war ein Drittel der verheirateten Frauen und über die Hälfte der Frauen im Alter zwischen 15 und 60 Jahren in Deutschland erwerbstätig. Die Frauen stellten in Deutschland mehr als ein Drittel der Arbeitskräfte, in Großbritannien nur ein Viertel. Der Unterschied zu Großbritannien erklärt sich zum Teil aus der unterschiedlichen Wirtschaftsstruktur. So waren nur 2,7 Mio. der 14 Mio. weiblichen Erwerbstätigen in der Industrie beschäftigt. In der Landwirtschaft, die in Deutschland einen größeren Anteil ausmachte als in den stärker industrialisierten USA oder Großbritannien, waren 6 Mio. beschäftigt, insbesondere in den süddeutschen Familienbetrieben – die Männer wurden zunehmend in den Krieg eingezogen. In Großbritannien arbeiteten dagegen nur 100.000 Frauen in der Landwirtschaft. Aber auch in Industriezentren wie Berlin oder Ostsachsen waren 1939 über die Hälfte der Frauen erwerbstätig. In Städten wie Hamburg und Bremen und im Ruhrgebiet waren 40 % der Frauen im erwerbsfähigen Alter erwerbstätig. Weder die Mobilisierung der Frauen noch die Rekrutierung von „Fremdarbeitern“ noch Zwangsarbeit konnten die wirtschaftliche Unterlegenheit Deutschlands gegenüber den Kriegsgegnern ausgleichen.
Während der Invasion der Sowjetunion durch das Deutsche Reich bewegten sowjetische Soldaten und Zivilisten die Standorte ihrer Fabriken weg von der Front (manchmal wurden ganze Fabrikanlagen zerlegt und anderswo wiederaufgebaut) und begannen, systematisch mittelschwere T-34-Panzer und Schlachtflugzeuge des Typs Il-2 in großen Stückzahlen zu produzieren. Man sprach von der Einheit von Front und Hinterland.
Das norwegische Äquivalent, die Hjemmefront, gibt das durchweg positiv besetzte Bild eines norwegischen Widerstands gegen die deutsche Besetzung Norwegens im Zweiten Weltkrieg wieder, der alle Lebensbereiche umfasste.

## Sekundärliteratur
zum Deutsch-Französischen Krieg
- Alexander Seyferth: Die Heimatfront 1870/71. Wirtschaft und Gesellschaft im deutsch-französischen Krieg (= Krieg in der Geschichte, Band 35), Paderborn u. a.: Schöningh 2007.

zum Ersten Weltkrieg
- Thomas Flemming, Bernd Ulrich: Heimatfront. Zwischen Kriegsbegeisterung und Hungersnot – wie die Deutschen den Ersten Weltkrieg erlebten. Bucher Verlag, München 2014, ISBN 978-3-7658-1850-9.
- Sven Felix Kellerhoff: Heimatfront. Der Untergang der heilen Welt – Deutschland im Ersten Weltkrieg. Quadriga Verlag, Köln 2014, ISBN 978-3-86995-064-8.

zum Zweiten Weltkrieg
- Nicole Kramer: Volksgenossinnen an der Heimatfront. Mobilisierung, Verhalten, Erinnerung (= Schriftenreihe der Historischen Kommission bei der Bayerischen Akademie der Wissenschaften, Band 82), Göttingen: V & R 2011, ISBN 978-3-525-36075-0.
- Sven Oliver Müller: Deutsche Soldaten und ihre Feinde. Nationalismus an Front und Heimatfront im Zweiten Weltkrieg, Fischer 2007, ISBN 978-3-10-050707-5.
- Dietmar Süß: Steuerung durch Information? Joseph Goebbels als „Kommissar der Heimatfront“ und die Reichsinspektion für den zivilen Luftschutz. In: Rüdiger Hachtmann, Winfried Süß (Hrsg.): Hitlers Kommissare. Sondergewalten in der nationalsozialistischen Diktatur (= Beiträge zur Geschichte des Nationalsozialismus, Band 22), Göttingen: Wallstein 2006, S. 183–206.
- Doris Tillmann; Johannes Rosenplänter: Luftkrieg und "Heimatfront". Kriegserleben in der NS-Gesellschaft in Kiel 1929-1945. Solivagus-Verlag, Kiel 2020, ISBN 978-3-947064-09-0.